# KK Atlas Belgrado
Košarkaški Klub Atlas Belgrado, mais conhecido como KK Atlas Belgrado, é um clube profisisonal de basquetebol sérvio. Joga no Sport Hall Novi Beograd. Desde a sua fundação, em 1972, já mudou de nome várias vezes por razão de patrocínio.